# Acipreste
Acipreste é uma localidade da freguesia de Évora de Alcobaça, Município de Alcobaça. À data de 2001, possuía cerca de 400 habitantes e uma densidade populacional de 174 hab/km².
Fica situado a oeste de Évora de Alcobaça, tendo por fronteira o rio Baça a Oeste, Fragosas a Este, Casal Sete Lenços a Norte e a Quinta de Baixo a Sul.

## Centros de desenvolvimento social

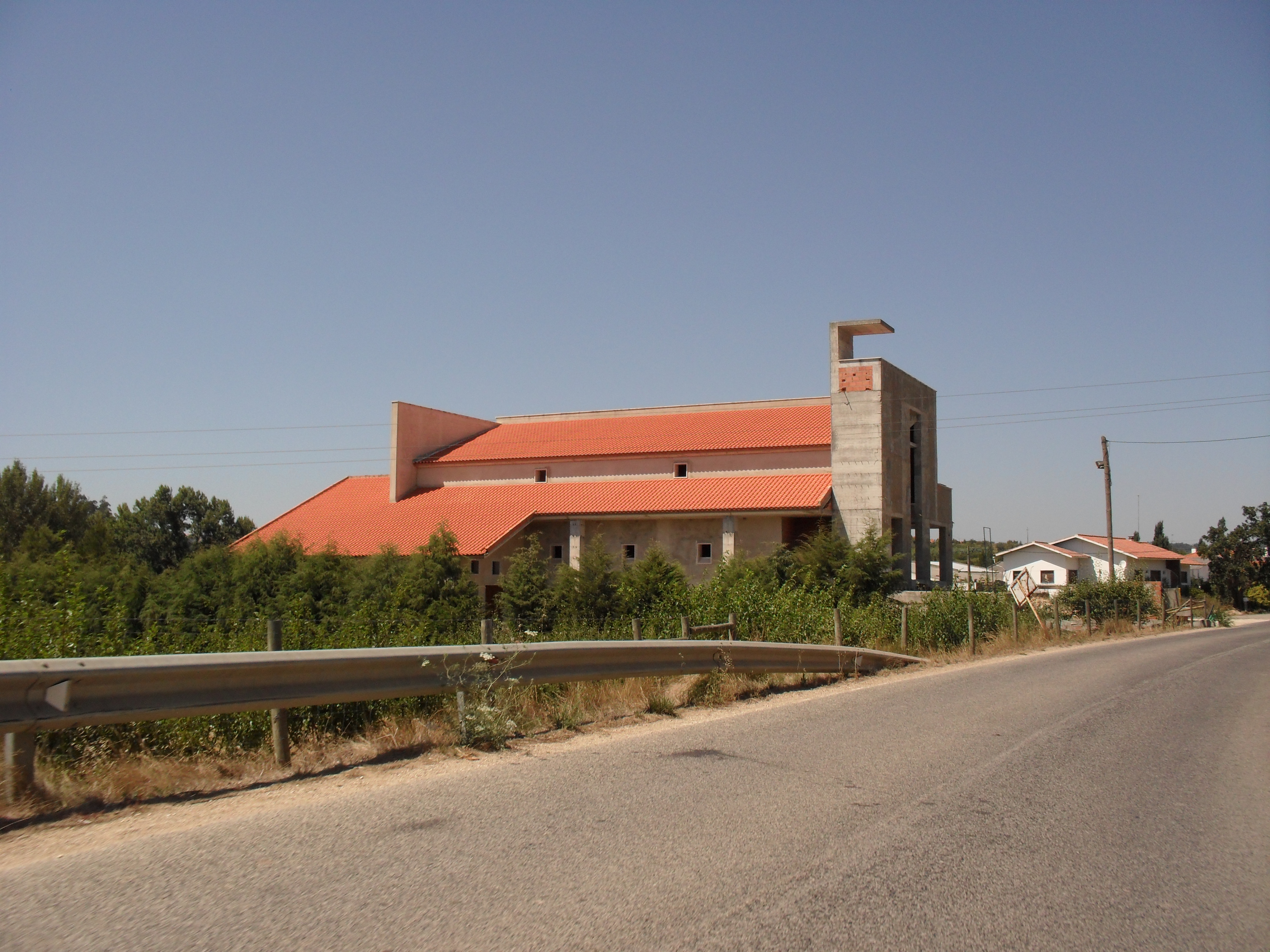
A futura Igreja do Acipreste

Uma coletividade de nome Associação Recreativa do Acipreste detém um pavilhão polidesportivo com utilidade tanto desportiva como cultural.
O Acipreste tem também um antigo rancho folclórico com o nome da localidade, bastante respeitado tanto a nível nacional como internacional.
Em 2015, foi inaugurada a Igreja do Acipreste, cuja construção havia começado em 2004. Há mais de um século que essa obra era um desejo da população local. Trata-se de uma obra imponente, que avança apenas à custa de oferendas para população da região e de lucros obtidos em eventos locais.
O Acipreste tem também uma antiga escola primária - entretanto restaurada -, que conta com a frequência média anual de 20 crianças entre os 6 e os 10 anos de idade.
Em 2010, foi inaugurado um lar de idosos com o nome de Casa da Família, obra também erguida através da vontade e dedicação dos locais.

## Datas significantes
- 1.º domingo de março, almoço.convívio do lançamento da 1ª pedra da Igreja do Acipreste.
- 1 de maio, aniversário do Rancho Folclórico do Acipreste.
- 1.º fim de semana de agosto, festas de verão da Associação Recreativa do Acipreste.

## Indústria

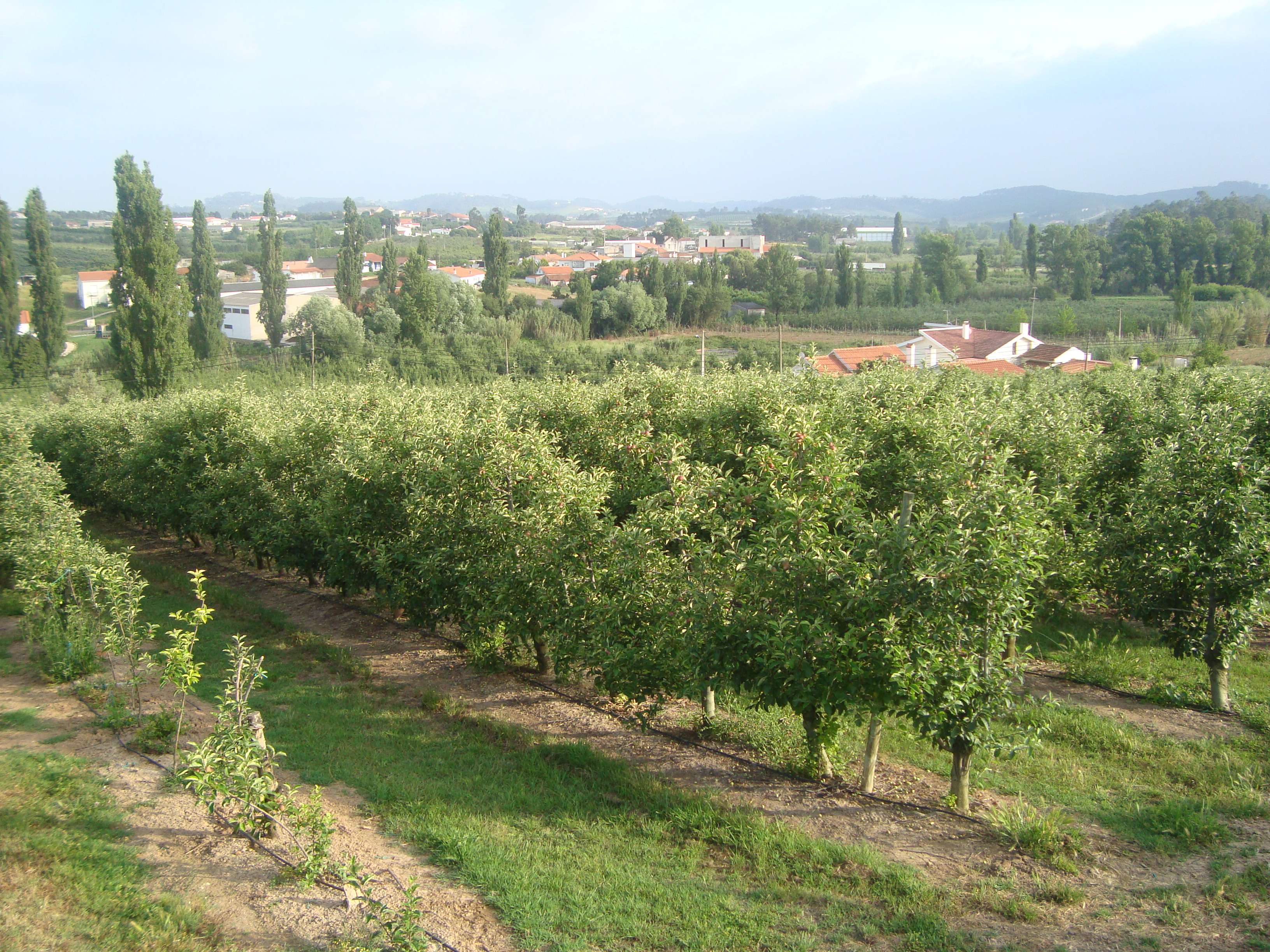
Pomares do Acipreste

Acipreste é uma localidade cuja principal atividade é a agricultura, sendo as culturas de macieira e pereira as mais abundantes. Contudo, os hortícolas são também bastante cultivados e existe ainda alguma actividade pecuária.
O solo é muito fértil, e o clima confere às frutas da região características única, o que faz do Acipreste uma pequena localidade com uma enorme capacidade de exportação de fruta de qualidade superior.
No Acipreste localiza-se uma das maiores centrais fruteiras da região de Alcobaça, a Frubaça, que além de comercializar frutas provenientes dos pomares da zona, é também responsável pela produção dos sumos naturais da Maçã de Alcobaça.
A Frubaça é a principal casa empregadora da localidade, dando emprego permanente a mais de 100 pessoas. Esse número aumenta consideravelmente na época da colheita das maçãs e das pêras, entre agosto e outubro.
Ao longo dos últimos anos, as instalações têm sofrido sucessivas expansões, devido à crescente necessidade de espaço de armazenamento e de criação de novas unidades de produção.

## Clima

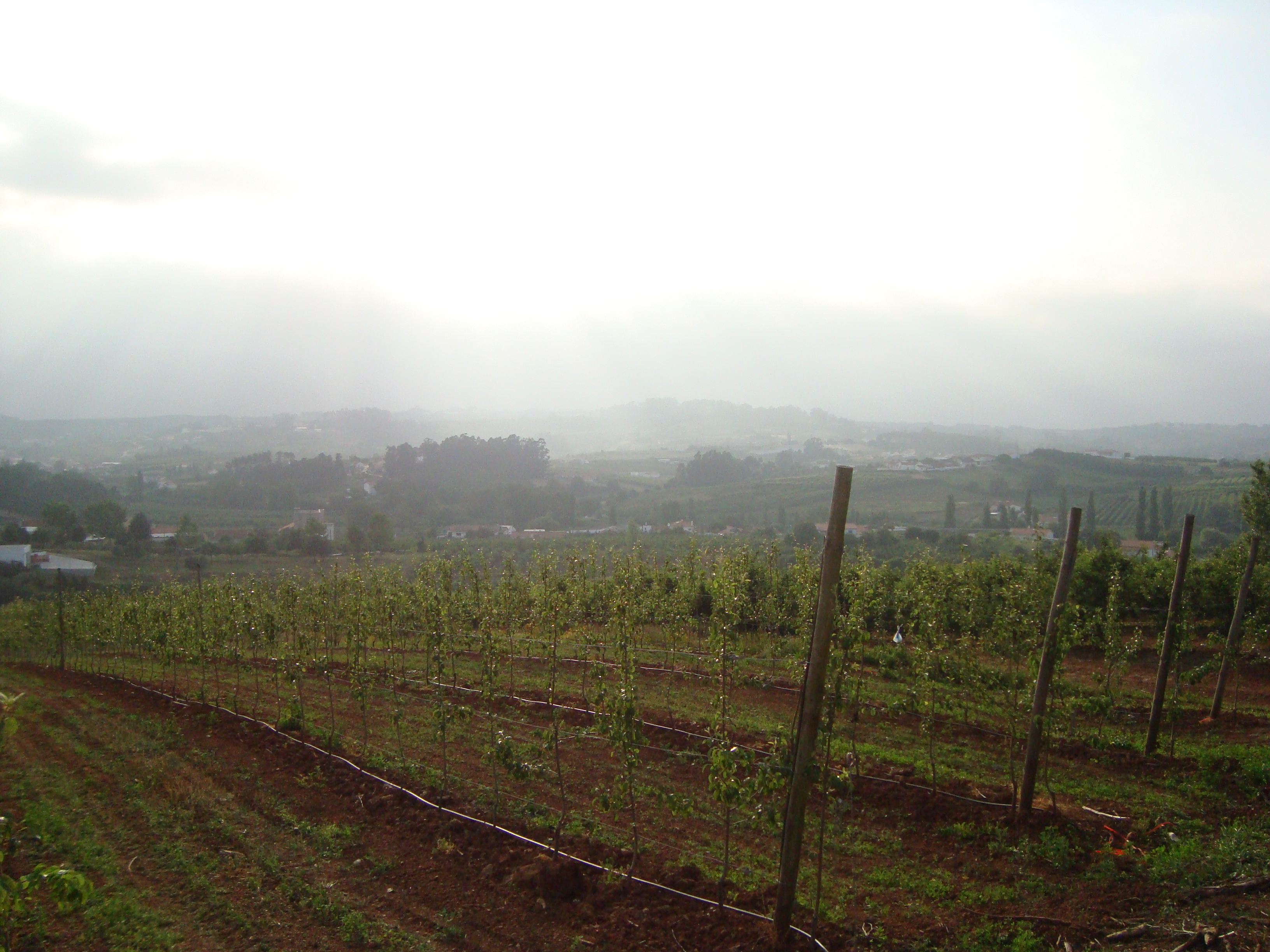
O típico clima do Acipreste

Situado num vale, o Acipreste é uma zona pouco ventos. Contudo, é bastante suscetível a ocorrência de geadas.
No inverno, as noites são muito frias e os dias amenos. No verão, as temperaturas são também muito amenas, sendo as noites ligeiramente frescas.
A Serra dos Candeeiros constitui uma importante barreira à penetração das massas de ar vindas do oceano, o que provoca acentuadas assimetrias climáticas nas zonas envolventes e precipitações significativas que podem ultrapassar os 1000 mm/ano, sendo mais abundantes no outono e no inverno.
As temperaturas podem variar entre os -2 °C e os 19 °C no inverno e entre os 12 °C e os 35 °C no verão. A temperatura do ar, em média anual, é de 15 °C.